# Bill Thomas (costumista)
William Thomas, detto Bill (Chicago, 13 ottobre 1921 – Beverly Hills, 30 maggio 2000), è stato un costumista statunitense.

## Biografia
Dopo gli studi alla Chouinard Art Institute e alla University of Southern California, durante la seconda guerra mondiale si arruolò nello United States Air Force iniziando a disegnare costumi per gli spettacoli delle reclute. Nel cinema statunitense compì l'apprendistato alla Metro Goldwyn Mayer con Irene e Walter Plunkett verso la fine degli anni '40. Diventato capo costumista nel 1950, contribuì alla realizzazione di oltre 180 film prodotti principalmente per la Universal Pictures (dal 1950) e la Walt Disney Pictures (dal 1961 al 1981). In particolare, il suo nome figura nei titoli di numerosi western e pellicole avventurose.
Tra i film a cui ha partecipato, sono da notare Magnifica ossessione (1954) diretto da Douglas Sirk, con il quale lavorerà a più riprese nel corso degli anni '50, L'infernale Quinlan di Orson Welles (1958), Spartacus di Stanley Kubrick (1960), Mary Poppins di Robert Stevenson (1964), nel quale fu realizzatore dei costumi, e ancora I due invincibili di Andrew V. McLaglen (1969).
Per la televisione, dal 1961 al 1983, anno del suo ritiro, ha contribuito a tre serie televisive, una soap opera e tre telefilm. Nella sua carriera, ottenne dieci nominations al Premio Oscar per i migliori costumi (in otto Academy Award poiché in due cerimonie fu candidato due volte per i film in bianco e nero e a colori), vincendone uno nel 1961 con Spartacus. Nel 1977 vinse un Saturn Award per i migliori costumi per il film La fuga di Logan di Michael Anderson (1976).
Nel 2006, sei anni dopo la sua scomparsa, la Costume Designers Guild lo ammise alla Hall of Fame.

## Filmografia

### Cinema
- Alaska Highway, regia di Frank McDonald (1943) – non accreditato
- I fidanzati sconosciuti (In the Good Old Summertime), regia di Robert Z. Leonard (1949) – disegnatore costumi
- L'assalto al treno postale (Wyoming Mail), regia di Reginald Le Borg (1950)
- Vagabondo a cavallo (Saddle Tramp), regia di Hugo Fregonese (1950)
- Il sottomarino fantasma (Mystery Submarine), regia di Douglas Sirk (1950)
- Sparate senza pietà (Undercover Girl), regia di Joseph Pevney (1950)
- L'aquila del deserto (The Desert Hawk), regia di Frederick de Cordova (1950)
- K 2 operazione controspionaggio (Spy Hunt), regia di George Sherman (1950)
- I predoni del Kansas (Kansas Raiders), regia di Ray Enright (1950)
- Tomahawk - Scure di guerra (Tomahawk), regia di George Sherman (1951)
- La danza proibita (Little Egypt), regia di Frederick de Cordova (1951)
- L'uomo di ferro (Iron Man), regia di Joseph Pevney (1951)
- You Never Can Tell, regia di Lou Breslow (1951)
- La donna del porto (The Raging Tide), regia di George Sherman (1951)
- Elena paga il debito (The Lady Pays Off), regia di Douglas Sirk (1951)
- I moschettieri dell'aria (Air Cadet), regia di Joseph Pevney (1951)
- La rivolta degli Apaches (Apache Drums), regia di Hugo Fregonese (1951)
- Jeff, lo sceicco ribelle (Flame of Araby), regia di Charles Lamont (1951)
- Non cedo alla violenza (Cave of Outlaws), regia di William Castle (1951)
- Hong Kong (Smuggler's Island), regia di Edward Ludwig (1951)
- La campana del convento (Thunder on the Hill), regia di Douglas Sirk (1951)
- Il principe ladro (The Prince who was a Thief), regia di Rudolph Maté (1951)
- Vedovo cerca moglie (Week-end with Father), regia di Douglas Sirk (1951)
- Lasciami sognare (Meet Danny Wilson), regia di Joseph Pevney (1952)
- Nervi d'acciaio (Steel Town), regia di George Sherman (1952)
- Bronco Buster, regia di Budd Boetticher (1952)
- Furia e passione (Flesh and Fury), regia di Joseph Pevney (1952)
- Non c'è posto per lo sposo (No Room for the Groom), regia di Douglas Sirk (1952)
- Duello al Rio d'argento (The Duel at Silver Creek), regia di Don Siegel (1952)
- It Grows on Trees, regia di Arthur Lubin (1952)
- Bonzo Goes to College, regia di Frederick de Cordova (1952)
- La frontiera indomita (Untamed Frontier), regia di Hugo Fregonese (1952)
- Il mondo nelle mie braccia (The World in His Arms), regia di Raoul Walsh (1952)
- L'ultimo fuorilegge (The Cimarron Kid), regia di Budd Boetticher (1952)
- Perdonami, se mi ami (Because of You), regia di Joseph Pevney (1952)
- La grande sparatoria (The Raiders), regia di Lesley Selander (1952)
- L'isola del peccato (Saturday Island), regia di Stuart Heisler (1952) – per Linda Darnell
- Il mistero del castello nero (The Black Castle), regia di Nathan Juran (1952)
- Il pirata yankee (Yankee Buccaneer), regia di Frederick de Cordova (1952)
- L'avventuriero della Luisiana (The Mississippi Gambler), regia di Rudolph Maté (1953)
- It Happens Every Thursday, regia di Joseph Pevney (1953)
- Il traditore di Forte Alamo (The Man from the Alamo), regia di Budd Boetticher (1953)
- La legione del Sahara (Desert Legion), regia di Joseph Pevney (1953)
- Bill West fratello degli indiani (The Great Sioux Uprising), regia di Lloyd Bacon (1953)
- Portami in città (Take me to Town), regia di Douglas Sirk (1953)
- L'ultimo dei comanches (The Stand at Apache River), regia di Lee Sholem (1953)
- Ad est di Sumatra (East of Sumatra), regia di Budd Boetticher (1953)
- Il comandante del Flying Moon (Back to God's Country), regia di Joseph Pevney (1953)
- Contrabbandieri a Macao (Forbidden), regia di Rudolph Maté (1953)
- Delitto alla televisione (The Glass Web), regia di Jack Arnold (1953)
- Le ali del falco (Wings of the Hawk), regia di Budd Boetticher (1953)
- I senza legge (Tumbleweed), regia di Nathan Juran (1953)
- Gli avvoltoi della strada ferrata (Rails into Laramie), regia di Jesse Hibbs (1954)
- Sangue e metallo giallo (The Yellow Mountain), regia di Jesse Hibbs (1954)
- Magnifica ossessione (Magnificent Obsession), regia di Douglas Sirk (1954)
- Furia nera (Black Horse Canyon), regia di Jesse Hibbs (1954)
- Le giubbe rosse del Saskatchewan (Saskatchewan), regia di Raoul Walsh (1954)
- Il re dei barbari (Sign of the Pagan), regia di Douglas Sirk (1954)
- Ragazze audaci (Playgirl), regia di Joseph Pevney (1954)
- I pionieri dell'Alaska (The Spoilers), regia di Jesse Hibbs (1955)
- Il ribelle d'Irlanda (Captain Ligthfoot), regia di Douglas Sirk (1955)
- Orgoglio di razza (Foxfire), regia di Joseph Pevney (1955)
- Secondo amore (All that Heaven allows), regia di Douglas Sirk (1955)
- Segnale di fumo (Smoke Signal), regia di Jerry Hopper (1955)
- La maschera di porpora (The Purple Mask), regia di H. Bruce Humberstone (1955)
- Il culto del cobra (Cult of the Cobra), regia di Francis D. Lyon (1955)
- Casa da gioco (One Desire), regia di Jerry Hopper (1955)
- Ladri di automobili (Running Wild), regia di Abner Biberman (1955)
- Il re del jazz (The Benny Goodman Story), regia di Valentine Davies (1955)
- I corsari del grande fiume (The Rawhide Years), regia di Rudolph Maté (1955)
- Come le foglie al vento (Written on the Wind), regia di Douglas Sirk (1956)
- Congo (Congo Crossing), regia di Joseph Pevney (1956)
- The Great Man, regia di José Ferrer (1956)
- L'uomo che visse due volte (I've Lived Before), regia di Richard Bartlett (1956)
- Come prima... meglio di prima (Never Say Goodbye), regia di Jerry Hopper e Douglas Sirk (1956)
- I gangster del ring (World in my Corner), regia di Jesse Hibbs (1956)
- Il marchio del bruto (Raw Edge), regia di John Sherwood (1956)
- La grande prigione (Behind the High Wall), regia di Abner Biberman (1956)
- La terra degli Apaches (Walk the Proud Land), regia di Jesse Hibbs (1956)
- Gli indiavolati (Rock, Pretty Baby!), regia di Richard Bartlett (1956)
- Istanbul, regia di Joseph Pevney (1957)
- Le avventure di mister Cory (Mister Cory), regia di Blake Edwards (1957)
- Tammy fiore selvaggio (Tammy and the Bachelor), regia di Joseph Pevney (1957)
- I bassifondi del porto (Slaughter on Tenth Avenue), regia di Jack Arnold (1957)
- Passaggio di notte (Night Passage), regia di James Neilson (1957)
- Inno di battaglia (Battle Hymn), regia di Douglas Sirk (1957)
- Sotto la minaccia (Man Afraid), regia di Harry Keller (1957)
- The Girl in the Kremlin, regia di Russell Birdwell (1957)
- L'impareggiabile Godfrey (My Man Godfrey), regia di Henry Koster (1957)
- Mezzanotte a San Francisco (The Midnight Story), regia di Joseph Pevney (1957)
- L'assassino sul tetto (Appointment with a Shadow), regia di Richard Carlson (1957)
- La tragedia del Rio Grande (Man in the Shadow), regia di Jack Arnold (1957)
- L'uomo dai mille volti (Man of a Thousand Faces), regia di Joseph Pevney (1957)
- Slim Carter, regia di Richard Bartlett (1957)
- Summer Love, regia di Charles F. Haas (1958)
- Lo strano caso di David Gordon (Flood Tide), regia di Aber Biberman (1958)
- L'animale femmina (The Female Animal), regia di Harry Keller (1958)
- La signora prende il volo (The Lady takes a Flyer), regia di Jack Arnold (1958)
- In licenza a Parigi (The Perfect Furlough), regia di Blake Edwards (1958)
- Il trapezio della vita (The Tarnished Angels), regia di Douglas Sirk (1958)
- Il sentiero della rapina (Ride a Crooked Trail), regia di Jesse Hibbs (1958)
- La legge del fucile (Day of the Bad Man), regia di Harry Keller (1958)
- L'infernale Quinlan (Touch of Evil), regia di Orson Welles (1958)
- Live Fast, Die Young, regia di Paul Henreid (1958)
- Ricerche diaboliche (Monster on the Campus), regia di Jack Arnold (1958)
- La tentazione del signor Smith (This Happy Feeling), regia di Blake Edwards (1958)
- Il frutto del peccato (The Restless Years), regia di Helmut Käutner (1958)
- Il capitano dei mari del sud (Twilight for the Gods), regia di Joseph Pevney (1958)
- The Thing That Couldn't Die, regia di Will Cowan (1958)
- Tempo di vivere (A Time to Love and a Time to Die), regia di Douglas Sirk (1958)
- Kathy O', regia di Jack Sher (1958)
- Gli evasi del terrore (Voice in the Mirror), regia di Harry Keller (1958)
- Step Down to Terror, regia di Harry Keller (1958)
- Due toroni tra i cowboys (Once Upon a Horse...), regia di Hal Kanter (1958)
- La vendetta del tenente Brown (The Saga of Hemp Brown), regia di Richard Carlson (1958)
- Gangster, amore e... una Ferrari (Never Steal Anything Small), regia di Charles Lederer (1959)
- L'uomo senza corpo (Curse of the Undead), regia di Edward Dein (1959)
- La trappola del coniglio (The Rabbit Trap), regia di Philip Leacock (1959)
- La mia terra (This Earth is Mine), regia di Henry King (1959)
- Operazione sottoveste (Operation Petticoat), regia di Blake Edwards
- Il selvaggio e l'innocente (The Wild and the Innocent), regia di Jack Sher (1959)
- La pallottola senza nome (No Name on the Bullet), regia di Jack Arnold (1959)
- Lo specchio della vita (Imitation of Life), regia di Douglas Sirk (1959)
- Uno sconosciuto nella mia vita (A Stranger in My Arms), regia di Helmut Käutner (1959)
- Adorabile infedele (Beloved Infidel), regia di Henry King (1959)
- Il letto racconta... (Pillow Talk), regia di Michael Gordon (1959)
- L'orma del gigante (Take a Giant Step), regia di Philip Leacock (1959)
- I sette ladri (Seven Thieves), regia di Henry Hathaway (1960)
- The Leech Woman, regia di Edward Dein (1960)
- In due è un'altra cosa (High Time), regia di Blake Edwards (1960)
- Svegliami quando è finito (Wake Me when it's Over), regia di Mervyn LeRoy (1960)
- Pugni, pupe e pepite (North to Alaska), regia di Henry Hathaway (1960)
- Spartacus, regia di Stanley Kubrick (1960)
- Un piede nell'inferno (One Foot in Hell), regia di James B. Clark (1960)
- Giulietta e Romanoff (Romanoff and Juliet), regia di Peter Ustinov (1961) – per Sandra Dee
- Ossessione amorosa (By Love possessed), regia di John Sturges (1961) – per Lana Turner
- Il cowboy con il velo da sposa (The Parent Trap), regia di David Swift (1961)
- Babes in Toyland, regia di Jack Donohue (1961)
- Okay Parigi! (Bon voyage!), regia di James Neilson (1962)
- Venere in pigiama (Boys' Night Out), regia di Michael Gordon (1962)
- Un tipo lunatico (Moon Pilot), regia di James Neilson (1962)
- Questo pazzo, pazzo, pazzo, pazzo mondo (It's a Mad Mad Mad Mad World), regia di Stanley Kramer (1963)
- La porta dei sogni (Toys in the Attic), regia di George Roy Hill (1963)
- Professore a tuttogas (Son of Flubber), regia di Robert Stevenson (1963)
- Magia d'estate (Summer Magic), regia di James Neilson (1963)
- Intrigo a Stoccolma (The Prize), regia di Mark Robson (1963)
- Mary Poppins, regia di Robert Stevenson (1964) – solo realizzazione costumi
- Baciami, stupido (Kiss Me, Stupid), regia di Billy Wilder (1964)
- Tempo di guerra, tempo d'amore (The Americanization of Emily), regia di Arthur Hiller (1964)
- I guai di papà (A Global Affair), regia di Jack Arnold (1964)
- Hotel delle vergini (Honeymoon Hotel), regia di Henry Levin (1964)
- I cacciatori del lago d'argento (Those Calloways), regia di Norman Tokar (1964)
- La nave dei folli (Ship of Fools), regia di Stanley Kramer (1965)
- F.B.I. - Operazione gatto (That Darn Cat!), regia di Robert Stevenson (1965)
- Cat Ballou, regia di Elliot Silverstein (1965) – per Jane Fonda
- Lo strano mondo di Daisy Clover (Inside Daisy Clover), regia di Robert Mulligan (1965)
- Il comandante Robin Crusoe (Lieutenant Robin Crusoe, U.S.N.), regia di Byron Paul (1966)
- I ragazzi di Camp Siddons (Follow Me, Boys!), regia di Norman Tokar (1966)
- Un maggiordomo nel Far West (The Adventures of Bullwhip Griffin), regia di James Neilson (1967)
- La gnomo mobile (The Gnome-Mobile), regia di Robert Stevenson (1967)
- Il più felice dei miliardari (The Happiest Millionaire), regia di Norman Tokar (1967)
- Scimmie, tornatevene a casa (Monkeys, Go Home!), regia di Andrew V. McLaglen (1967)
- Il fantasma del pirata Barbanera (Blackbeard's Ghost), regia di Robert Stevenson (1968)
- Una pazza banda di famiglia (The One and Only, Genuine, Original Family Band), regia di Michael O'Herlihy (1968)
- L'incredibile furto di Mr. Girasole (Never a Dull Moment), regia di Jerry Paris (1968)
- Il cavallo in doppiopetto (The Horse in the Gray Flannel Suit), regia di Norman Tokar (1968)
- Un Maggiolino tutto matto (The Love Bug), regia di Robert Stevenson (1968)
- Guai con le ragazze (The Trouble with Girls), regia di Peter Tewksbury (1969)
- I temerari (The Gypsy Moths), regia di John Frankenheimer (1969)
- I due invincibili (The Undefeated), regia di Andrew V. McLaglen (1969)
- Il re delle isole (The Hawaiians), regia di Tom Gries (1970)
- Pomi d'ottone e manici di scopa (Bedknobs and Broomsticks), regia di Robert Stevenson (1971)
- I 7 minuti che contano (The Seven Minutes), regia di Russ Meyer (1971)
- I duri di Oklahoma (Oklahoma Crude), regia di Stanley Kramer (1973)
- L'isola sul tetto del mondo (The Island at the Top of the World), regia di Robert Stevenson (1974)
- 10 secondi per fuggire (Breakout), regia di Tom Gries (1975)
- La fuga di Logan (Logan's Run), regia di Michael Anderson (1976)
- Elliott, il drago invisibile (Pete's Dragon), regia di Don Chaffey (1977)
- I figli di Sanchez (The Children of Sanchez), regia di Hail Bartlett (1978)
- The Black Hole - Il buco nero (The Black Hole), regia di Gary Nelson (1979)
- La formula (The Formula), regia di John G. Avildsen (1980)
- Il diavolo e Max (The Devil and Max Devlin), regia di Steven Hilliard Stern (1981)
- The Serpent Warriors, regia di John Howard e Niels Rasmussen (1987)

### Televisione
- Disneyland - serie TV, 2 episodi (1961-1982)
- Off to See the Wizard - serie TV, 1 episodio (1967)
- La terza ragazza a sinistra (The Third Girl from the Left), regia di Peter Medak - film TV (1973)
- Wonder Woman, regia di Vincent McEveety - serie TV (1974)
- La fuga di Logan - serie TV, 2 episodi (1978)
- Backstairs at the White House - serie TV, 4 episodi (1979)
- Callie & Son, regia di Waris Hussein (1981) – film TV
- Love Is Forever, regia di Hall Bartlett (1983) – film TV